# Тайцзян (Фуцзянь)
Тайцзя́н (кит. упр. 台江, пиньинь Táijiāng) — район городского подчинения городского округа Фучжоу провинции Фуцзянь (КНР).

## История
Исторически эти места были частью уезда Миньсянь, который был в 1913 году объединён с уездом Хоугуань в уезд Миньхоу.
В 1946 году гоминьдановскими властями был официально создан город Фучжоу, а в этих местах были образованы районы Тайцзян и Сяоцяо (小桥区), которые сохранились и после установления здесь власти коммунистов. В 1956 году район Сяоцяо был присоединён к району Тайцзян. В 1968 году район Тайцзян был переименован в Чивэй (赤卫区), но в 1978 году ему было возвращено прежнее название.

## Административное деление
Район делится на 10 уличных комитетов.